# ساكن القطيبة (الملاح)

تعديل مصدري - تعديل

ساكن القطيبة هي إحدى قرى عزلة الملاح بمديرية الملاح التابعة لمحافظة لحج، بلغ تعداد سكانها 45 نسمة حسب تعداد اليمن لعام 2004.